# Oreocereus hempelianus

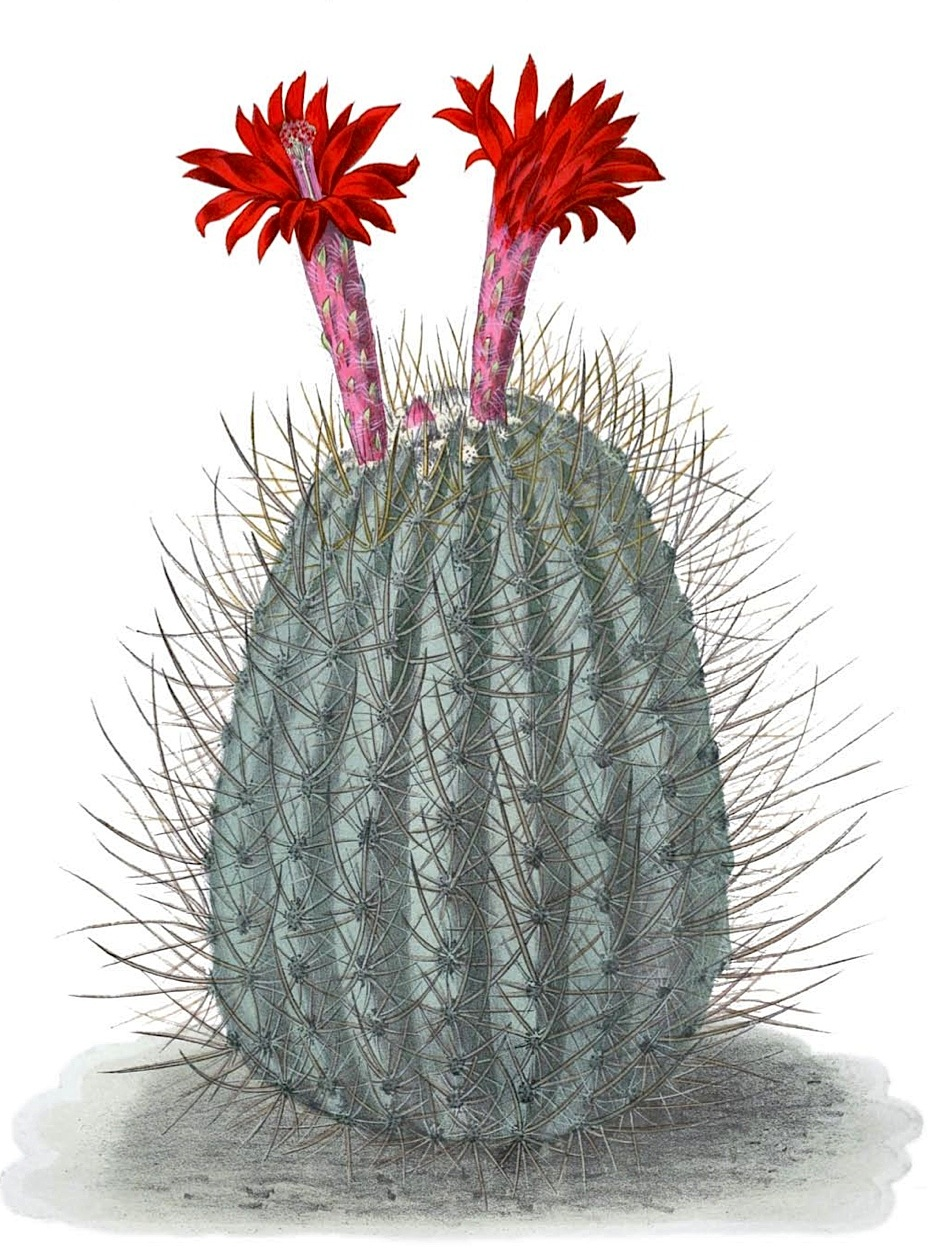
Oreocereus hempelianus
Tafel 85 von 1906 aus Blühende Kakteen

Oreocereus hempelianus ist eine Pflanzenart aus der Gattung Oreocereus in der Familie der Kakteengewächse (Cactaceae). Das Artepitheton hempelianus ehrt den deutschen Kakteenliebhaber und Geschäftsmann Georg Hempel. Fremdsprachige Trivialnamen sind „Achacaño“ und „Arequipa“.

## Beschreibung
Oreocereus hempelianus wächst mit von der Basis verzweigten, kugelförmigen bis verlängerten, graugrünen Trieben und erreicht Wuchshöhen von 30 bis 40 Zentimeter. Es sind 12 bis 24 breite und flache Rippen vorhanden. Die anfangs gelben bis rötlichen Dornen werden später trübgrau. Die ein bis sechs Mitteldornen sind biegsam und 2 bis 5 Zentimeter lang. Die 10 bis 15 Randdornen sind biegsam, spreizend und 1 bis 3 Zentimeter lang.
Die schiefsaumigen roten Blüten erscheinen an den Triebspitzen. Sie sind 6 bis 7 Zentimeter lang. Die tönnchenförmigen Früchte erreichen eine Länge von 1,5 bis 2,5 Zentimeter.

## Verbreitung, Systematik und Gefährdung
Oreocereus hempelianus ist in der peruanischen Arequipa sowie im Norden Chiles in Höhenlagen von 2500 bis 3500 Metern verbreitet.
Die Erstbeschreibung als Echinopsis hempeliana erfolgte 1906 durch Max Gürke. David Richard Hunt stellte sie 1987 in die Gattung Oreocereus. Nomenklatorische Synonyme sind Arequipa hempeliana (Gürke) Oehme (1940), Arequipiopsis hempeliana (Gürke) Kreuz. & Buining (1941) und Borzicactus hempelianus (Gürke) Donald (1970).
In der Roten Liste gefährdeter Arten der IUCN wird die Art als „Least Concern (LC)“, d. h. als nicht gefährdet geführt.

## Nachweise